# Black Watch

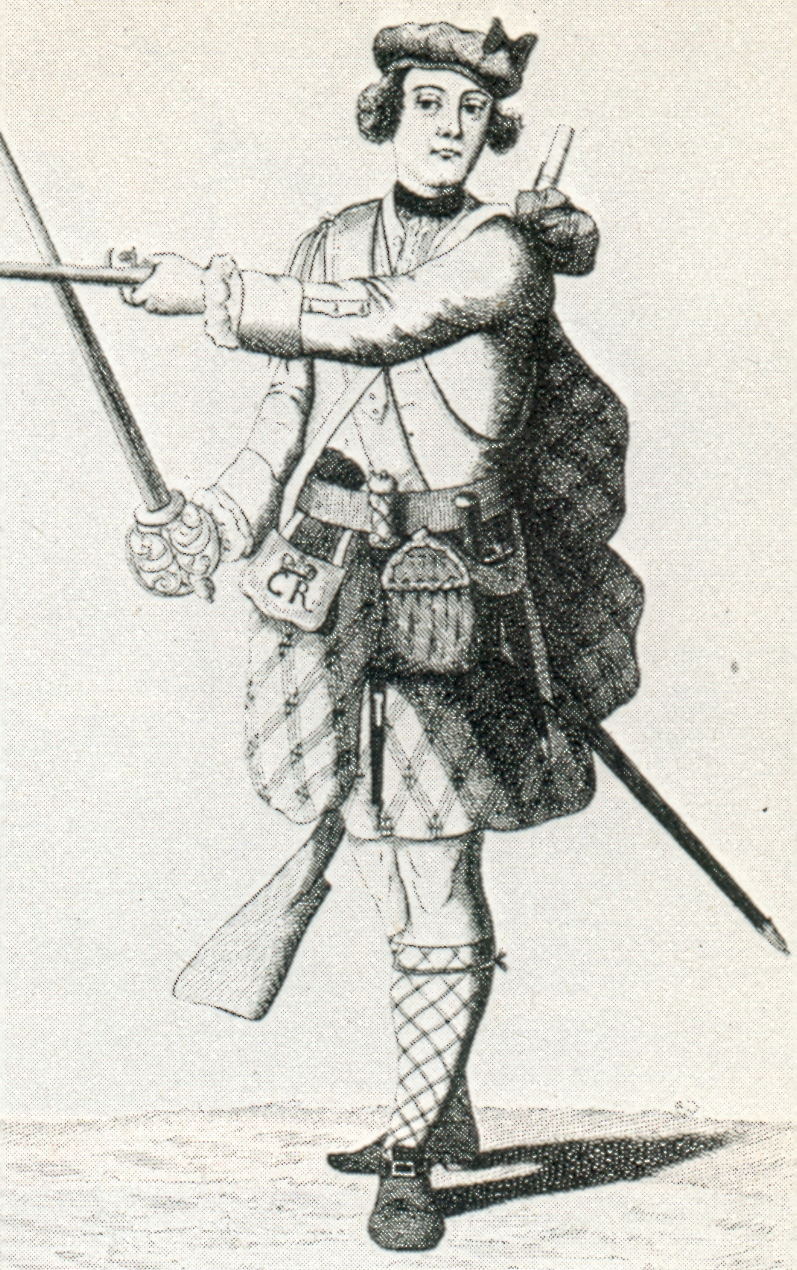
Militair van de Black Watch uit de 18e eeuw

De Black Watch, ontstaan in 1725, is een van de eliteonderdelen van het Britse leger. Door fusies in het Britse leger vormt Black Watch nu onderdeel van de Scottish Division, voordien van de Highland Brigade.
Black Watch was het voornaamste regiment van de Highland Brigade. De naam van het regiment komt van de donkere kilt die de manschappen dragen en van hun rol als wachters over de Schotse Hooglanden.
De naam Black Watch leeft vanaf 2006 voort in het derde bataljon van het Royal Regiment of Scotland.

## Geschiedenis
Het regiment vocht in een aantal grote veldslagen van de napoleontische oorlogen. Tijdens de Slag bij Alexandrië in 1801 veroverde een regiment-majoor de standaard van de Fransen. Het vocht ook in de Slag bij Waterloo waar het 73e bataljon zich in de meest intense gevechten bevond en 289 man verloor. Black Watch nam als onderdeel van de Highland Division ook deel aan Krimoorlog in 1854 - 1856 en de Tweede Boerenoorlog.

### 20e eeuw
In de Eerste Wereldoorlog vochten 25 bataljons van Black Watch mee, voornamelijk in Frankrijk en Vlaanderen, behalve het 2e bataljon dat in Mesopotamië en Palestina vocht, en het 10e bataljon dat op de Balkan gestationeerd was. Alleen het 1e en 2e bataljon was regulier. Door de meedogenloze reputatie van deze gekilte soldaten verdienden ze de bijnaam "Ladies from Hell" van de Duitse soldaten die tegen ze vochten in de loopgraven.
Bataljons van Black Watch vochten in bijna elke grote actie van de Britten in de Tweede Wereldoorlog, van Palestina tot Duinkerken, van Normandië tot Birma. Na de oorlog, in 1948, werden de twee reguliere bataljons samengevoegd tot een.
Het regiment ontving eremedailles na de Battle of the Hook tijdens de Koreaanse Oorlog in november 1952, en was daarna betrokken in vredesmissies overal ter wereld; nagenoeg dezelfde activiteit waarvoor het 250 jaar eerder werd opgericht. De Zwarte Wacht was de laatste Britse militaire eenheid die Hongkong verliet in 1997; ze speelde een prominente rol in de overnameceremonie.

### 21e eeuw
Tijdens de Irakoorlog in 2003 vocht de Black Watch mee in de aanval op Basra; tijdens dit gevecht verloor men maar één soldaat. Het jaar erna werd Black Watch weer naar Irak gestuurd als onderdeel van de 4e Gepantserde Brigade. Op 12 augustus werd een soldaat van het regiment gedood door geïmproviseerde explosieven.